# فنادق ومنتجعات ماريوت

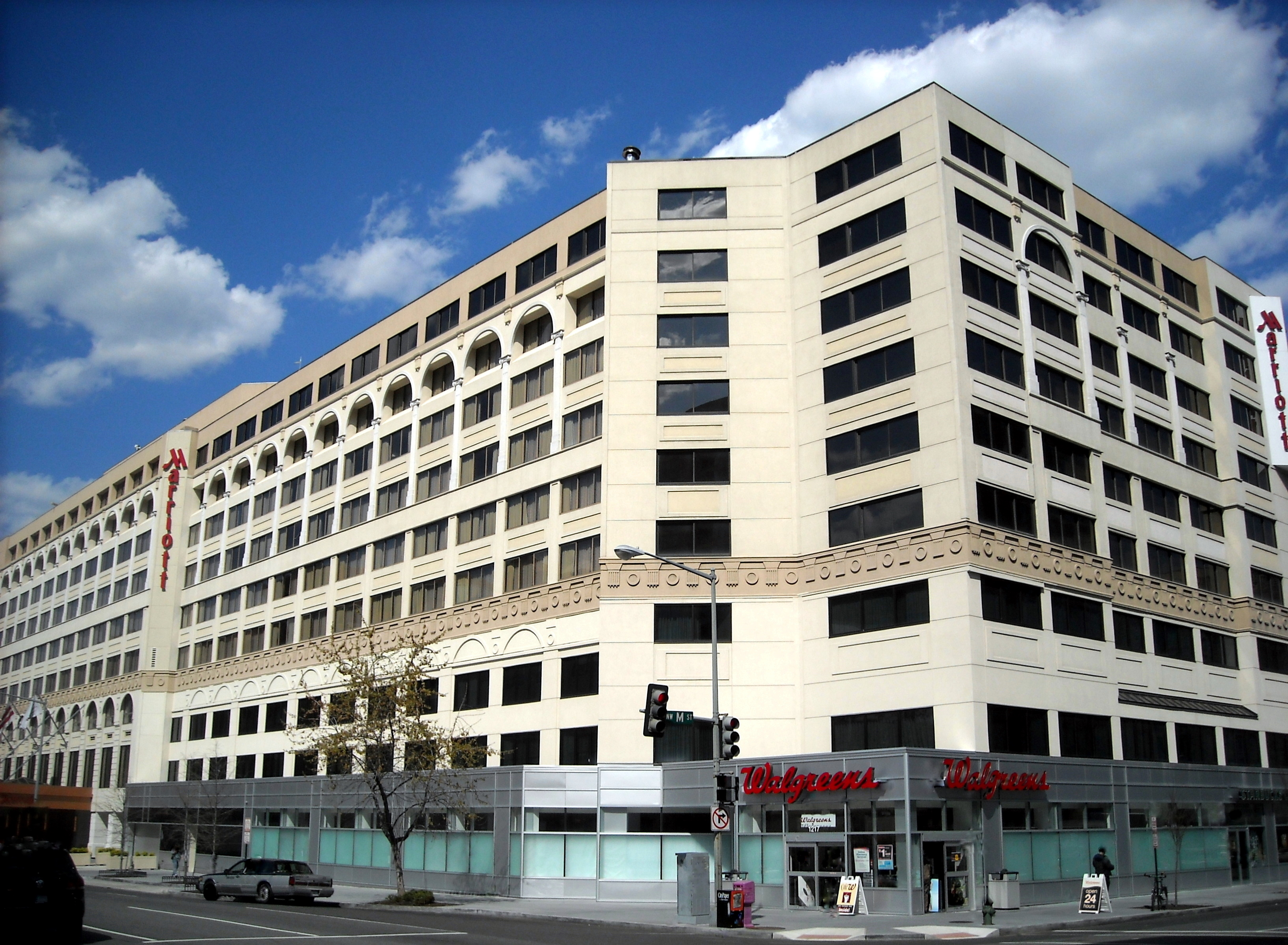
فندق ماريوت في العاصمة واشنطن.

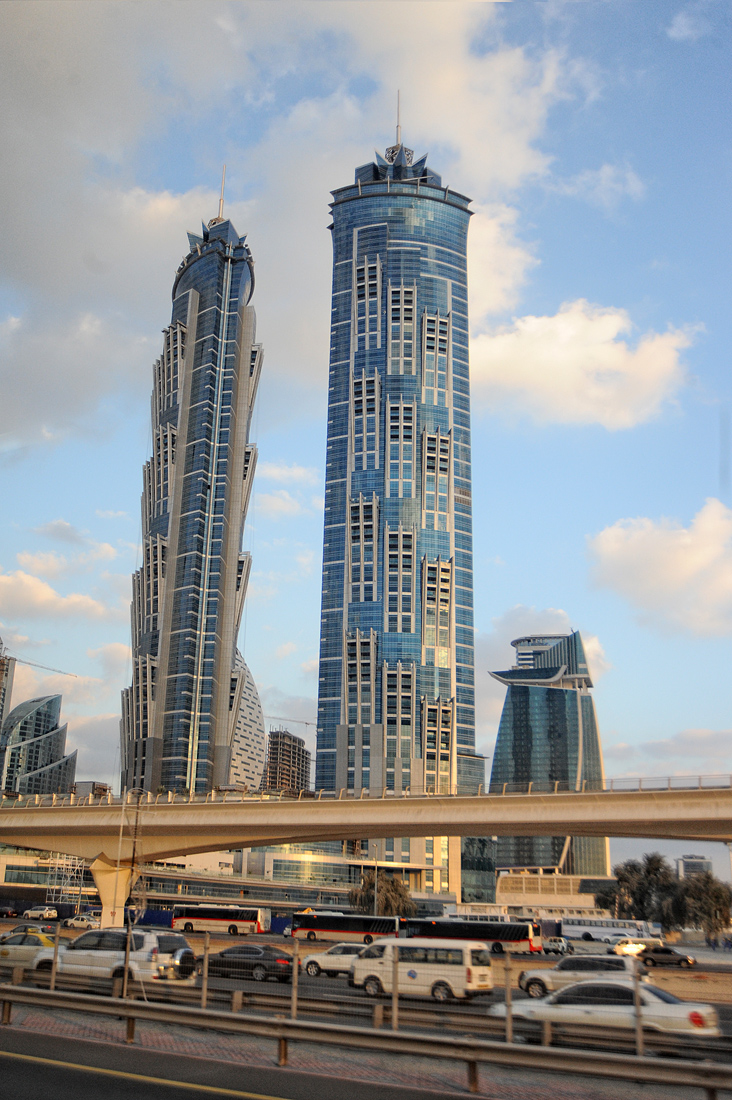
جيه دبليو ماريوت ماركيز (دبي)

فنادق ومنتجعات ماريوت (بالإنجليزية: Marriott Hotels & Resorts)‏ مسجل كعلامة تجارية لشركة ماريوت الدولية للخدمات الكاملة والفنادق والمنتجعات، وفي ديسمبر 2005 كان هناك 482 فندقا ومنتجعا يعملون جميعا تحت هذه العلامة التجارية.

## التاريخ

### السنوات المبكرة للإنشاء
بدأت سلسلة فنادق ماريوت عندما قررت شركة مطاعم Hot Shoppes, Inc. التنويع لتشمل الفنادق. تم افتتاح أول فندق لها في عام 1957 في ولاية فرجينيا، وهو فندق ماريوت موتور، المجاور للبنتاغون ومطار واشنطن الوطني. كان الفندق الثاني للشركة هو فندق ماريوت كي بريدج موتور القريب، والذي تم افتتاحه في عام 1959. وسرعان ما تبع ذلك فنادق ماريوت موتور في دالاس في عام 1960، وفيلادلفيا في عام 1961، وأتلانتا في عام 1965، وسادل بروك، نيو جيرسي في عام 1966.
تم تغيير اسم شركة Hot Shoppes, Inc. إلى شركة ماريوت في عام 1967، وفي ذلك الوقت كانت تدير 8 فنادق.
في عام 1967، استحوذت ماريوت على أول منتجع فندقي لها، وهو فندق Camelback Inn التاريخي في أريزونا، الولايات المتحدة. في عام 1969، تم افتتاح فندق بارايسو ماريوت، وهو أول فندق ماريوت دولي، في أكابولكو بالمكسيك. في نفس العام، اشترت ماريوت منزل إسيكس الشهير المطل على سنترال بارك في مدينة نيويورك.

## التفجيرات

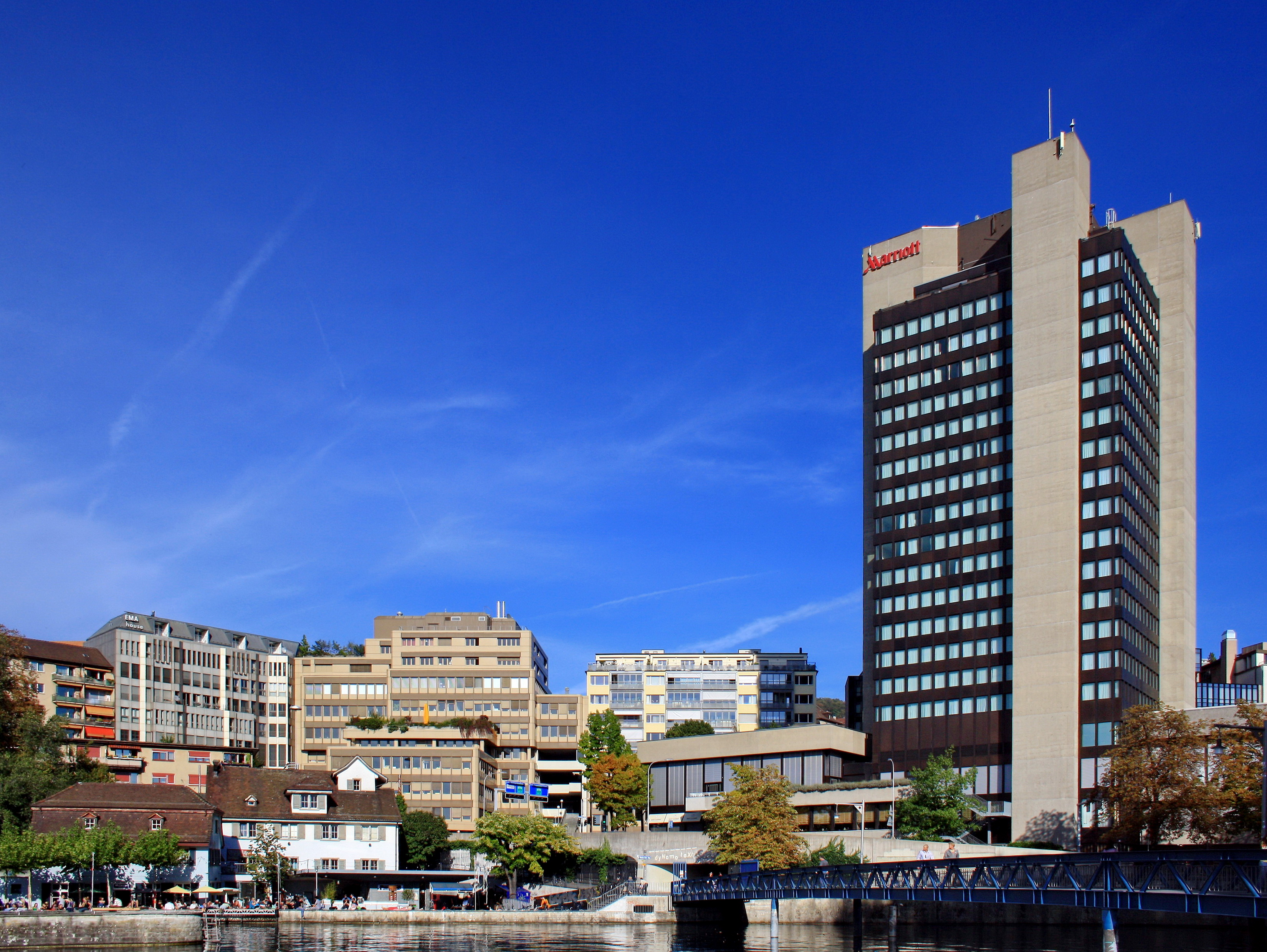
فندق ماريوت في زيورخ، سويسرا.

- في أغسطس 2003 قام مسلحون من الجماعة الإسلامية في شرق آسيا التابعة لتنظيم القاعدة، بالهجوم على فندق ماريوت جاكرتا[8] مما أسفر عن مقتل 12 شخصا.[9][10]
- في 20 سبتمبر 2008 تعرض فندق ماريوت إسلام آباد لهجوم إرهابي نسب إلى مقاتلي القاعدة، حول واجهته إلى رماد عندما انفجرت شاحنة محملة بالمنفجرات، كما تدمرت قاعة الطعام والتي كانت مكتظة بالصائمين في انتظار الإفطار، حيث حدث الانفجار قبيل أذان المغرب من اليوم الثامن في رمضان، مما أسفر عن سقوط ضحايا بلغوا 266 ، منهم 53 قتيلا على الأقل وقد زادت الأضرار نتيجة انفجار أنابيب الغاز في الفندق.[11]

## الفروع
- جي دبليو ماريوت طرابلس
- فندق جي دبليو ماريوت - الكويت
- فندق جي دبليو ماريوت - القاهرة - مصر
- فندق جي دبليو ماريوت - كوالالمبور - ماليزيا
- جيه دبليو ماريوت ماركيز دبي
- فندق ماريوت هاربر دبي

## وصلات خارجية
- الموقع الرسمي